# Hverken Gud eller Satan
Hverken Gud eller Satan er en dansk dokumentarfilm fra 1990 med instruktion og manuskript af Anette E. Olsen.

## Handling
Et ægtepar på Mandø modtager polske børn på rekreation. De kommer fra Schlesien, hvor livsødelæggende forurening er resultatet af årtiers satsning på industrien. Filmholdet tager med børnene tilbage til områdets grimme, beskidte og røgfyldte miljø. Her lever 3 millioner mennesker i dødens skygge. Børn fødes og dør for tidligt, livstruende sygdomme udvikles - åndenøden er bogstaveligt talt et problem for livets opretholdelse.